# Кейл, Джей Джей
Джей Джей Кейл (англ. J.J. Cale; настоящее имя Джон Уэлдон Кейл, англ. John Weldon Cale; 5 декабря 1938, Оклахома-Сити — 26 июля 2013, Калифорния) — американский певец, гитарист, автор песен. Наибольшую известность получил как автор песен «After Midnight» и «Cocaine», ставших популярными в исполнении Эрика Клэптона, «Call Me the Breeze» и «I Got the Same Old Blues», исполненных Lynyrd Skynyrd.

## Биография
В 50-х Джей Джей Кейл начал выступать в клубах и барах, а в 17 лет основал группу «Johnny Cale and the Valentines». В 1964-м уехал в Лос-Анджелес, где работал звукоинженером и продолжал клубные выступления. В середине 60-х удвоил инициалы — J. J. — чтобы его не путали с Джоном Кейлом из Velvet Underground.
После выступлений в клубах, работы в студиях и выхода нескольких синглов Кейл начал сотрудничать с композитором Роджером Тиллисоном, плодом чего стал психоделический альбом «A Trip Down Sunset Strip». Этот несколько ироничный сборник вышел под псевдонимом Leather Coated Mindes. Именно во время тех сессий и была написана его первая знаменитая вещь «After Midnight». Эта песня стала популярной в 1970 году, когда её исполнил Эрик Клэптон. В 1967 году Кейл возвращается в Талсу.
Когда «After Midnight» оказалась в горячей двадцатке, знакомый продюсер Кейла, Оди Эшворт, настоял на том, чтобы Джей Джей записал собственный альбом. Альбом был записан и вышел в 1972 году под названием «Naturally». На этой вполне профессиональной, и возможно, лучшей пластинке Кейла были авторская версия «After Midnight», а также «Call Me the Breeze», «Magnolia» и «Crazy Mama». Последняя попала в американский Тор 30. Характерный вокал Кейла был подкреплён лирическим аккомпанементом Дэвида Бриггса (клавишные), Норберта Патнэма (бас) и Тима Драммонда (ударные) — ветеранов из Нэшвилла, которые некогда были связаны с группой Area Code 615. Этим альбомом музыкант начал специфический для себя стиль, за который часть критики обвинила Кейла в скудости музыкальных замыслов.
Альбомом Really был несколько суровее, чем предыдущий, и подтвердил сочинительский талант автора. В записи этой пластинки участвовали фанк-инструменталисты Берри Бакетт (клавишные), Дэвид Худ (бас) и Роджер Хоукинс (ударные). Следующие пластинки Okie и Troubadour презентовали очень сглаженную музыку. На последнем из этих альбомов присутствовала песня «Cocaine», которая также стала популярной в исполнении Эрика Клэптона, как и «I’ll Make Love tо You Anytime» из альбома Кейла «Five». Интересную версию «Cocaine» записала и шотландская группа Nazareth на своём альбоме The Fool Circle (1981), где она представлена в концертной версии (и другой вариант песни на концертном альбоме Snaz в том же году).
Записав в 1983 году восьмую пластинку, названную просто «8», Джей Джей Кейл на несколько лет отошёл от музыки. Он объяснял это разочарованием в работе с крупными рекорд-лейблами, а также тем, что отчислений за исполнение написанных им песен ему вполне хватает на жизнь:

«Фирма платила мне кучу денег за пластинки, и я чувствовал себя так, будто расплачиваюсь с ними искусством, понимаете? А они не могут торговать просто искусством. Я им отдавал самое дорогое, то, что у меня за душой — а они требовали хитов»…
«Call Me the Breeze», «After Midnight», «Cocaine» — эти три песни приносят мне стабильный доход. Недавно Эрик Клэптон опять исполнил по коммерческому каналу «After Midnight»… Я занимался звукозаписью, пока не пошли стабильные деньги. Но, знаете, наступает момент, когда начинаешь достаточно зарабатывать, и если после этого продолжать делать то, что не хочешь делать… Я дошёл до того, что потерял всякий интерес к записи пластинок, потому что — ну, я не знаю, бывали ведь периоды подъёма и периоды упадка! Я и попросил разорвать со мной контракт, что они и сделали; и всё стало прекрасно.

В 1970-х годах Кейл начал собирать гитары и модифицировать их под собственные творческие задачи:

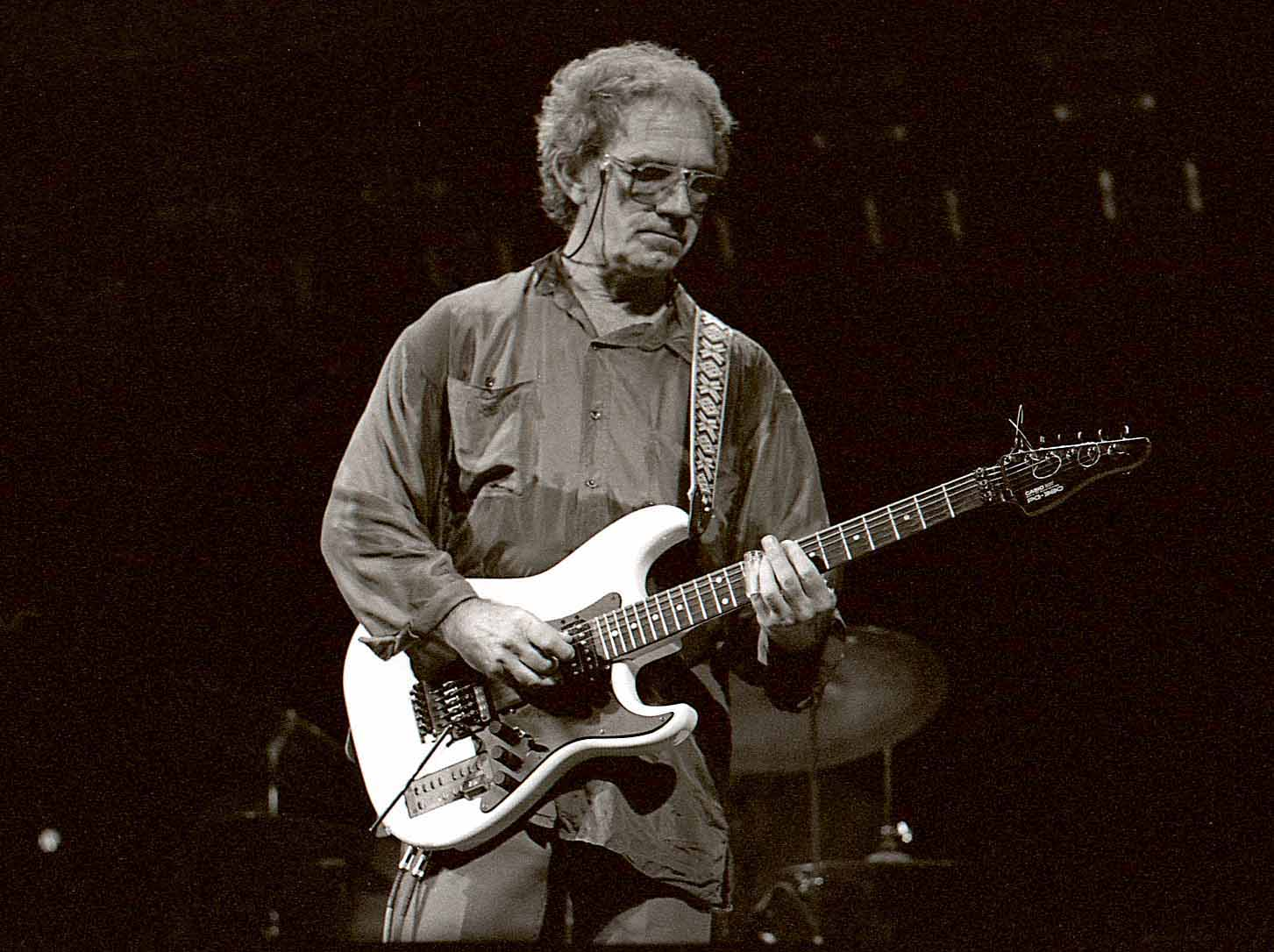

Гитары для меня — произведение искусства. Я смотрю на них, как другие смотрят на картины Рембрандта. Многие годы я был настолько беден, что, если мне хотелось купить новую гитару, я должен был продавать старую. Я не мог себе позволить иметь две гитары. Мне всегда нужно было наскребать деньги на гитару или усилок. Потом, когда я добился успеха, то подумал: «А ведь я могу пойти в музыкальный магазин и купить хоть пять гитар!» Кроме того, я люблю переделывать, усовершенствовать гитары, это мое хобби. (…)
Я делал со своей гитарой всё, что только можно было сделать. У меня много усилителей, я добавлял вау-вау, когда это было модно, изменял звучание… Кроме того, я иногда просто приделывал микрофон к акустической гитаре, пытаясь добиться самого чистого звука, какого только можно, при минимуме приспособлений. Я без конца экспериментировал, потому что это доставляло мне удовольствие. Я не стремился достичь некоего особого звука, важен был процесс, а не результат.

В 1993 году Кейл дал концерт, что он делал очень редко, на фолк-фестивале в Эдмонтоне, а через год пополнил свою дискографию альбомом Closer to You. Записывая последнее время пластинки раз в три года, Кейл в 1996 году записал очередной альбом «Guitar Man», получивший хорошие рецензии. Стиль его песен — спокойный, мелодичный, ностальгический. В них он рассказывает простые истории, которые могут произойти с кем угодно.
В 2000-х Джей Джей Кейл неоднократно сотрудничал с Эриком Клэптоном по инициативе последнего. В 2004 году Клэптон организовал в Далласе гитарный фестиваль «Crossroads», где выступил и Кейл. Там зародилась идея совместного альбома. Альбом «The Road to Escondido» был записан в августе 2005 года в Калифорнии. Оба музыканта совместно продюсировали этот проект, пели и играли в нём. 11 из 14 композиций диска написал Кейл, одну — Клэптон («Three Little Girls»), одну —Джон Мейер, а ещё одним треком стала версия классического блюза «Sporting Life Blues». Весной 2008 года этот альбом получил премию «Грэмми» в категории «Лучший альбом в стиле современный блюз».

## Дискография
- 1958 — Shock Hop/Sneaky (Сингл; под именем Johnny Cale)
- 1960 — Troubles, Troubles/Purple Onion (сингл; с группой Johnny Cale Quintet)
- 1961 — Ain’t That Lovin You Baby/She’s My Desire (сингл; с группой Johnny Cale Quintet)
- 1966 — A Trip Down the Sunset Strip (с группой Leathercoated Minds)
- 1972 — Naturally
- 1973 — Really
- 1974 — Okie
- 1976 — Troubadour
- 1979 — 5
- 1981 — Shades
- 1982 — Grasshopper
- 1983 — 8
- 1984 — Special Edition (сборник песен с предыдущих альбомов)
- 1990 — Travel Log
- 1992 — Number 10
- 1994 — Closer to You
- 1996 — Guitar Man
- 1997 — Anyway the Wind Blows
- 1998 — The Very Best of J.J. Cale
- 2000 — Universal Masters Collection
- 2001 — Live
- 2004 — To Tulsa and Back
- 2006 — Collected
- 2006 — The Road to Escondido
- 2007 — Rewind: The Unreleased Recordings
- 2009 — Roll On
- 2011 — The Silvertone Years
- 2019 — Stay Around

## Память
В 2014 году Эрик Клэптон выпустил трибьют-альбом The Breeze: An Appreciation of JJ Cale, состоящий из кавер-версий на песни Джей Джей Кейла, который умер годом ранее. В записи альбома приняли участие известные музыканты — Том Петти, Марк Нопфлер, Джон Мейер, Вилли Нельсон, Альберт Ли и другие.

## Джей Джей Кейл в русской рок-музыке
- Песня «Девочка Летом» группы Калинов Мост является по музыке кавер-версией песни Дж. Дж. Кейла «Sensitive Kind». Первоначально это не указывалось в выходных данных альбомов и сборников группы, где эта песня присутствует. В настоящее время авторство музыки указывается.[10]
- Творчество Джей Джей Кейла повлияло на Чижа, который открыл для себя этого музыканта после увлечения Эриком Клэптоном и Марком Нопфлером:

«…И я резко переключился на другую музыку, стал слушать Джи-Джи Кейла.

Здесь была своя логика: песни этого человека охотно исполнял Клэптон, а Марк Нопфлер и вовсе называл его своим учителем, надевая на голову в знак подражания перекрученную бандану. В ту пору, когда Чиж увлекся Кейлом, американскому блюзмену стукнуло 54 года, и он уже записал десять альбомов своей музыки. Бобины с этими альбомами пристраивались на полке у Чижа одна к другой.

Что привлекло Чижа в Кейле-гитаристе?.. 

— В такой манере у нас никто не играл. Кейл не виртуоз, он гитарный примитивист. Он настолько просто играет на гитаре, что аж завидно становится. Издать два звука за четыре куплета и так много этим сказать!..»
- Кирилл Комаров называет Дж. Дж. Кейла одним из своих учителей.[12] Лучше всего это влияние просматривается в песне Кирилла «Не Мной Придуманный Блюз».[13]
- Глубокое уважение к Джей Джей Кейлу испытывает певица Умка.[14]